# Аполлон-10
«Аполлон-10» (англ. Apollo 10) — американський пілотований космічний корабель, який за програмою «Аполлон» виконав останній випробувальний політ до Місяця на етапі підготовки експедиції на Місяць.
Для командного модуля астронавти обрали позивний «Чарлі Браун» (ім'я хлопчика, персонажа популярної серії коміксів), для місячного модуля — «Снупі» (кличка цуценяти Чарлі Брауна).

## Екіпаж

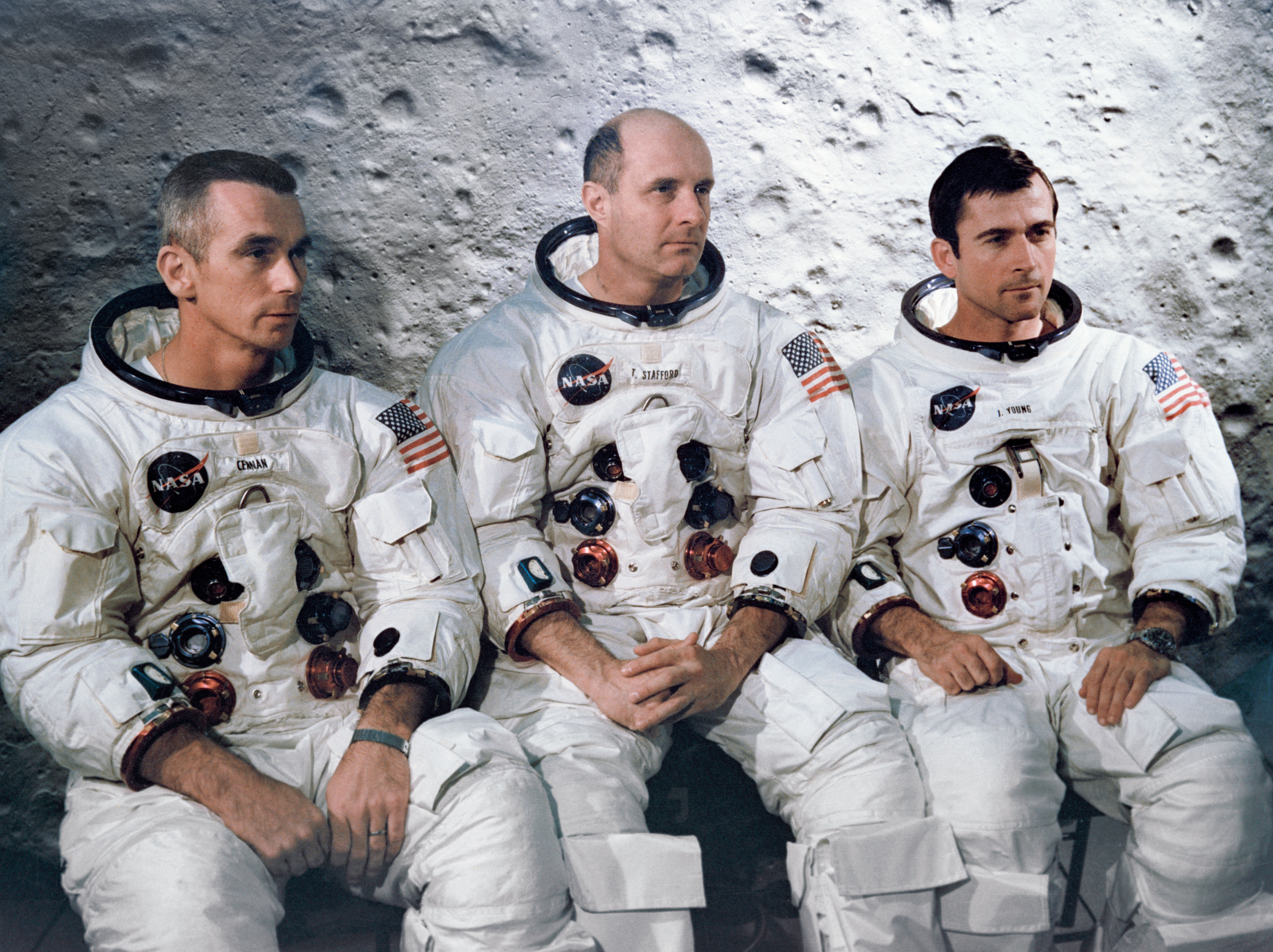
Екіпаж «Аполлона-10».
Юджин Сернан — ліворуч.
Томас Стаффорд — у центрі.
Джон Янг — праворуч.

- Командир — Томас Стаффорд
- Пілот командного модуля — Джон Янг
- Пілот місячного модуля — Юджин Сернан

## Опис
Апарат складався з триступеневої ракети-носія «Сатурн V» (ступені S-1C, S-II і S-IVB), відсіку приладів, місячного модуля (LM-4), корабля «Аполлон-10» («Блок II» № 106) у складі командного і службового відсіків, системи аварійного порятунку на старті.

## Задачі польоту
Програма польоту корабля передбачала виконання усіх операцій, необхідних при висадці людей на Місяць, за виключенням етапу безпосередньої висадки. Цьому польоту передували дискусії — чи взагалі необхідна така «генеральна репетиція», чи попередніх підготовчих польотів достатньо і цей політ можна використати для висадки на Місяць. Керівництво НАСА вирішило здійснити політ як «генеральну репетицію» польоту на Місяць, який планувався наступним.
Основні задачі польоту:
- Комплексні випробовування корабля (командний і місячний модулі) на селеноцентричній орбіті з виконанням усіх операцій, необхідних для висадки астронавтів на Місяць.
- Відпрацювання навичок навігації на селеноцентричній орбіті.
- Випробовування радіолокатора, який забезпечує зустріч командного і місячного модулів.
- Випробовування радіолокатора, який забезпечує посадку на Місяць.
- Фотографування Землі і Місяця.

## Політ

### Передстартова підготовка

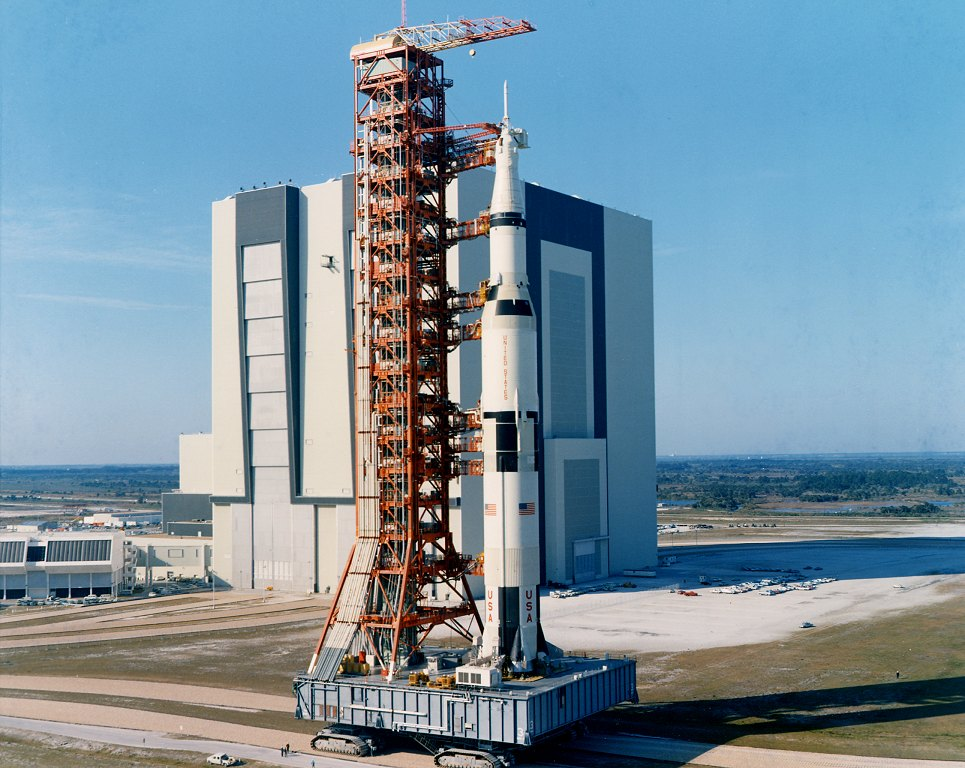
Ракету-носій з кораблем «Аполлон-10» вивозять на стартову позицію 11 березня 1969, НАСА

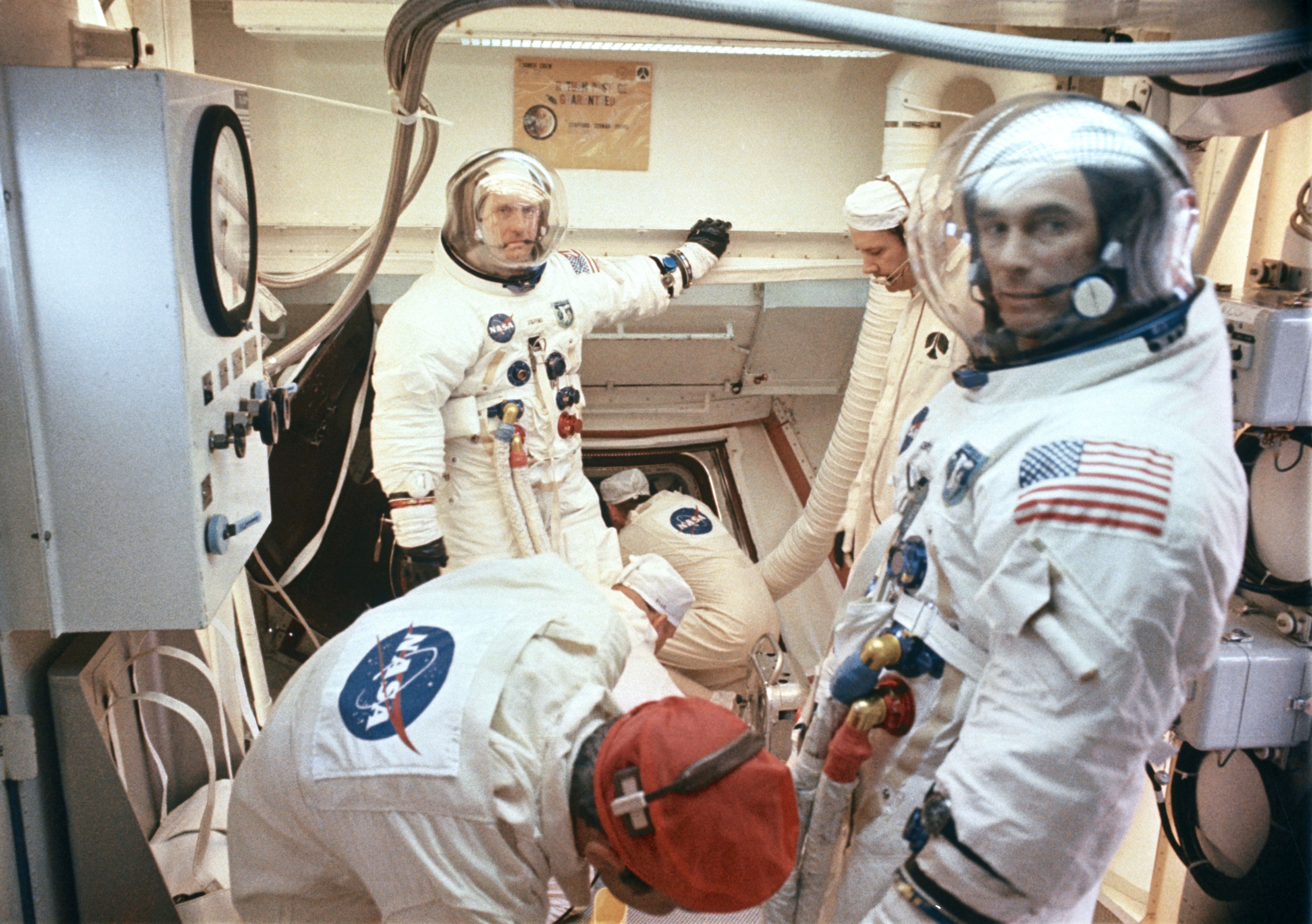
Екіпаж «Аполлона-10» займає свої місця у відсіку корабля. На передньому плані — Сернан. На задньому — Стаффорд

Ракета-носій із кораблем перебувала на стартовому майданчику з 11 березня 1969 року.
27 квітня 1969 року, за три тижні до розрахункового моменту запуску, із заправленого бака першої ступені ракети-носія внаслідок помилки оператора і неправильно складеної інструкції витекло 19 тис. л палива. Інших нештатних ситуацій не виникало.

### Запуск
18 травня 1969 року о 16:49 UTC корабель «Аполлон-10» стартував у розрахунковий час.
Корабель було виведено на геоцентричну орбіту, близьку до розрахункової.

### Старт з геоцентричної орбіти і політ до Місяця
Після виходу останнього ступеня ракети-носія з кораблем на початкову геоцентричну орбіту екіпаж протягом двох годин перевіряв бортові системи.
Включення двигуна останнього ступеня для польоту до Місяця відбулося о 2:33:26 польотного часу. Двигун працював 343 секунди.
О 3:03:28 польотного часу було здійснено перебудову відсіків, яка тривала 14 хвилин. Астронавти провели плановий телесеанс із Землею.
О 3:56 польотного часу корабель (командний та місячний модулі) відділився від останнього ступеня ракети-носія і почав самостійний політ на Місяць.
За командою з Землі було злито компоненти палива з останнього ступеня ракети-носія, унаслідок чого ступінь під дією місячного тяжіння вийшов на геліоцентричну орбіту, де перебуває й донині.
На траєкторії польоту до Місяця астронавти виконали всі планові і кілька позапланових телесеансів (у кольорі).
Траєкторія польоту корабля до Місяця була настільки близькою до розрахункової, що від трьох із чотирьох запланованих корекцій відмовилися. Єдину корекцію здійснили за 200 000 км від Землі. Основний двигун командного модуля було ввімкнуто на 7 секунд.
У польоті вмикалися допоміжні двигуни командного модуля для зміни орієнтації корабля відносно Сонця, що забезпечувало його більш рівномірний нагрів.

### Перехід на орбіту Місяця

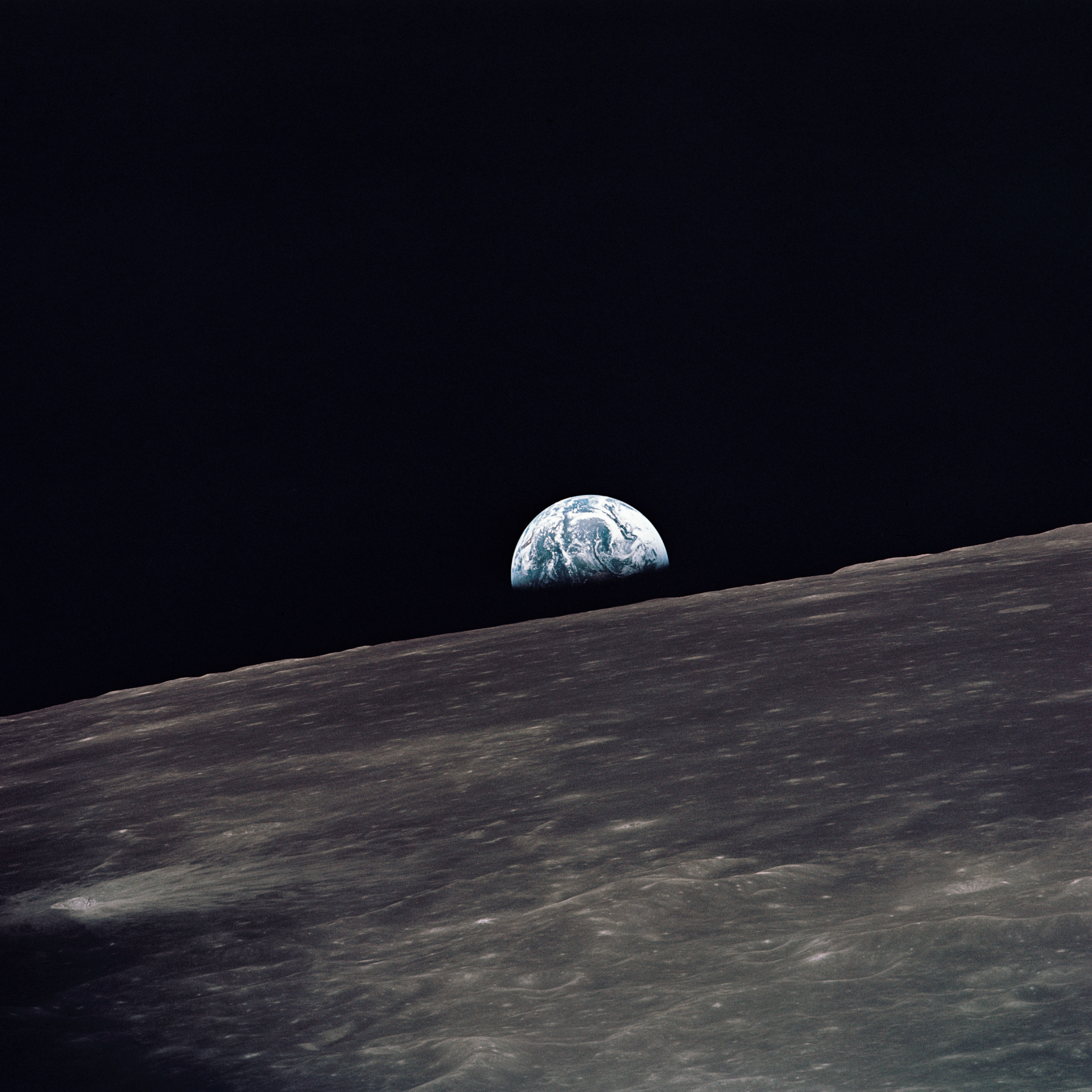
Фото Землі з місячної орбіти: Земля сходить над місячним горизонтом

О 75:55:53 польотного часу на відстані 165 км від Місяця було ввімкнуто основний двигун, який пропрацював 356 с і перевів корабель на еліптичну селеноцентричну орбіту з периселенієм на висоті 109 км і апоселенієм на висоті 315 км та періодом обертання 2 год 10 хв.
О 80:25:07 польотного часу двигун увімкнули знову для переведення корабля на орбіту, близьку до колової. Двигун працював 14 с і перевів корабель на орбіту з периселенієм 108,5 км і апоселенієм 113,8 км.

### Навколо Місяця
На 83-й годині польотного часу Стаффорд і Сернан перейшли до місячного модуля, перевірили бортові системи і повернулися у відсік екіпажу. Оскільки перевірка показала справність усіх систем, командний центр на Землі дозволив розпочати головний експеримент цього польоту — відокремлення місячного модуля і його зближення з Місяцем до 15 км для імітації основних маневрів, крім власне посадки на Місяць. Також візуально обстежили місце майбутньої посадки астронавтів на Місяць на місячному модулі корабля «Аполлон-11».
О 94:31 польотного часу Сернан без скафандра перейшов до місячного модуля й перевірив бортові системи. До нього приєднався Стаффорд (у скафандрі), і астронавти підготували місячний модуль до автономного польоту. Сернан повернувся до відсіку екіпажу, одяг скафандр і знову перейшов до місячного модуля.
Безпосередньо перед розстикуванням виявили несправність клапана для стравлювання повітря і вирівнювання тиску між місячним і командним модулем. Клапан мав виробничий дефект. Перед розстикуванням повітря у модулях необхідно стравити, інакше ударна хвиля при розстикуванні може пошкодити конструкції. Унаслідок несправності клапана довелося стравлювати повітря розгерметизацією відсіку екіпажу.

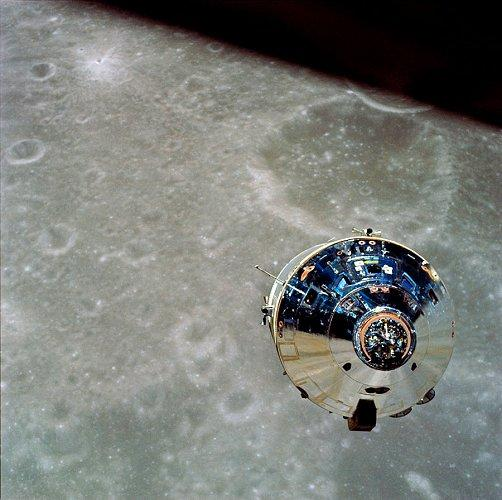
Командний модуль корабля «Аполлон-10» (сфотографовано екіпажем місячного модуля під час групового польоту)

Розстикування місячного модуля виконали на 12-му оберті над невидимим із Землі боком Місяця о 98:22 польотного часу. Надалі командний і місячний модулі здійснювали груповий політ тривалістю 25 хвилин на відстані 12 м один від одного. Стаффорд і Сернан візуально оглядали й фотографували командний модуль.
Стаффорд розвернув місячний модуль, щоб Янг, який залишався у командному модулі, міг оглянути місячний модуль і сфотографувати його. Під час групового польоту відбувся кольоровий телесеанс із Землею, під час якого показували місячний модуль.
О 98:47:16 польотного часу Янг на шість секунд увімкнув допоміжні двигуни командного модуля для відведення його від місячного модуля, унаслідок чого командний модуль перейшов на орбіту з периселенієм 107 км і апоселенієм 115 км. Упродовж півоберта випробували радіолокатор місячного модуля, який забезпечував зустріч на орбіті.
О 99:46 польотного часу, коли модулі перебували над невидимим боком Місяця, було на 28 секунд увімкнуто двигун посадкового ступеня місячного модуля. Місячний модуль перейшов на орбіту з периселенієм 14,3 км і апоселенієм 113,2 км. При підході до точки периселенію успішно випробували радіолокатор, який забезпечував посадку на Місяць. Астронавти візуально обстежили місце посадки і підходи до нього. На це вони мали близько 6 хвилин, рухаючись відносно Місяця зі швидкістю 1,65 км/сек. Стаффорд повідомив, що для посадки придатні тільки 25—30 % площі ділянки, але вона можлива, якщо буде достатньо палива для горизонтального «підрулення» до придатної для посадки ділянки. Фотозйомка не вдалася внаслідок виходу з ладу камер. Погіршувався радіозв'язок місячного модуля з Землею при зближенні з Місяцем.
На 14-му оберті з другої спроби відокремили злітний ступінь місячного модуля від посадкового ступеня. Стаффорд увімкнув додаткові двигуни злітного ступеня для відведення від посадкового ступеня перед включенням основного двигуна злітного ступеня. У цей момент почалося несподіване обертання злітного ступеня — почала працювати автоматична програма радіолокаційного пошуку командного модуля внаслідок помилкового встановлення астронавтами в неправильне положення одного з тумблерів. Частота пульсу Сернана піднялася до 129 ударів на хвилину.
Стаффорд стабілізував злітний ступінь і о 102:55:01 польотного часу почав маневри зближення з командним модулем. Вирівнювання швидкостей було здійснено за Місяцем, у зону видимості командний модуль та злітний ступінь місячного модуля увійшли на 16-му оберті в режимі групового польоту на відстані кількох метрів один від одного. Операції зближення астронавти виконали без ускладнень, хоча це вважалося найскладнішим етапом усього польоту.
Операції причалювання й стикування виконав Янг о 106:22 польотного часу. Політ командного й місячного модулів окремо один від одного тривав 8 годин.
Стаффорд і Сернан перейшли зі злітного ступеня місячного модуля у відсік екіпажу командного модуля. Злітний ступінь відокремили і відвели командний модуль на безпечну відстань. За командою із Землі було ввімкнено двигун злітного ступеня. При відокремленні ступеня відсік екіпажу на ньому розгерметизувався, визначена орієнтація ступеня не була забезпечена і в результаті включення двигуна ступінь перейшов не на геліоцентричну орбіту, як передбачалося, а на іншу селеноцентричну орбіту. Командний модуль після цього залишався на орбіті 29 годин. Астронавти спостерігали місячну поверхню, намічали орієнтири й фотографували ділянки майбутньої посадки на Місяць. Крім того, відбувалися зйомки для вивчення місячного рельєфу.
Під час польоту корабля «Аполлон-10» понад 175 астрономів із 34 країн світу спостерігали за Місяцем.
Телевізійний сеанс з борту корабля за пропозицією Стаффорда відбувся в момент найефектнішого показу поверхні Місяця. Сеанс тривав понад годину (замість 40 хвилин за планом). Якість зображення була нормальною.

### Старт до Землі
О 137:36:28 польотного часу, після 61 години 40 хвилин перебування на орбіті навколо Місяця на 32 оберті було увімкнуто основний двигун командного модуля для переходу на траєкторію польоту до Землі. Після цього астронавти провели сеанс кольорового телебачення протягом 53 хвилин, у якому показували поступове віддалення Місяця. Певний час було видно зворотний бік Місяця.

### Повернення на Землю

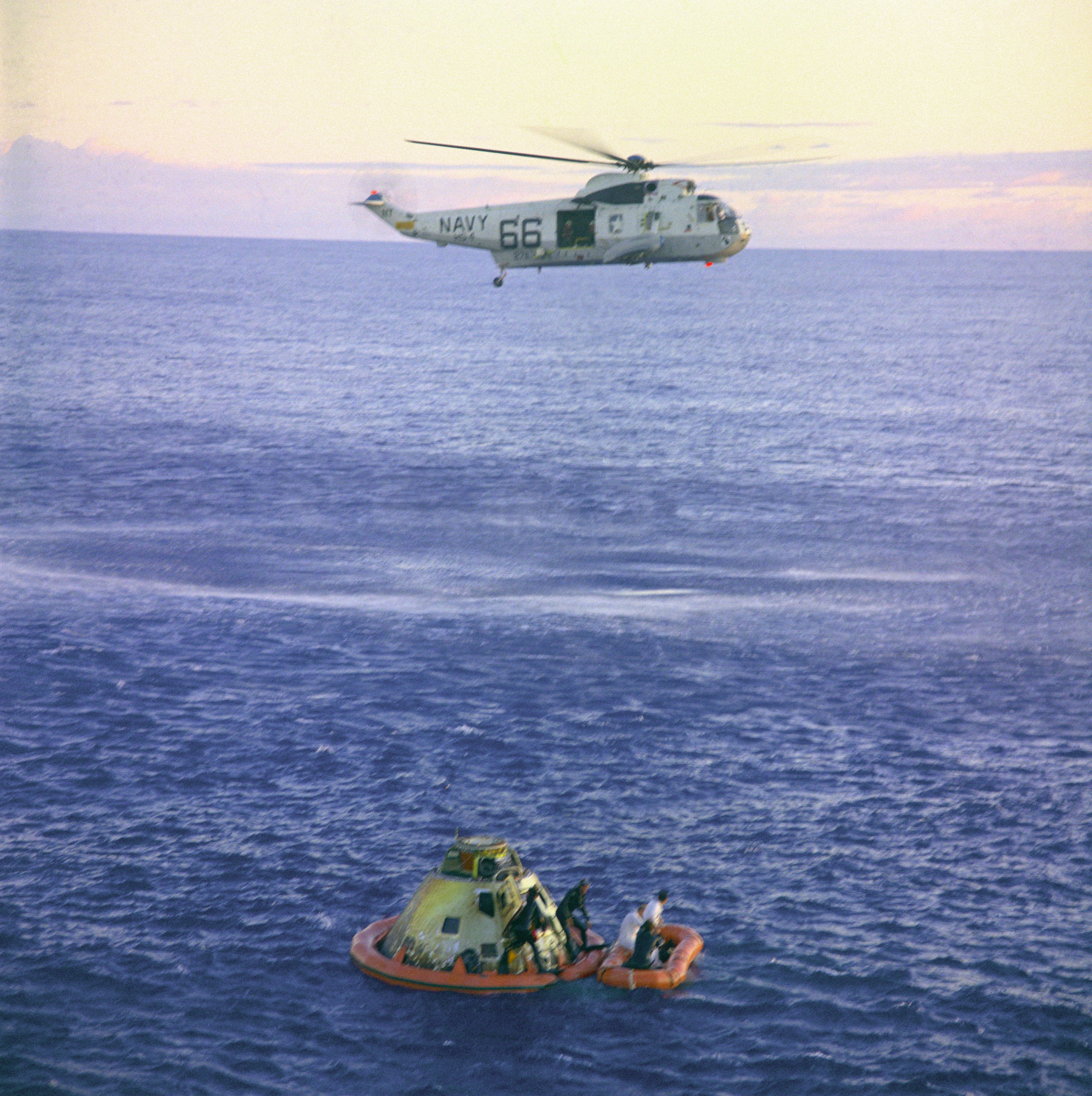
Гелікоптер Sikorsky SH-3D Sea King, бортовий номер 66, висить над посадковим модулем Аполлона-10. 29 травня 1969 року.

Траєкторія польоту корабля до Землі була близькою до розрахункової. О 188:49:56 польотного часу включенням додаткових двигунів командного модуля на 6,6 с відбулася одна корекція з трьох запланованих.
Під час польоту до Землі відбулося кілька телесеансів з борту, останній — з відстані 66 000 км від Землі.
Приблизно за добу до приземлення (приводнення) астронавти поголилися на борту, вперше за всю історію американських пілотованих польотів.
О 191:34:30 секунд польотного часу відсік екіпажу відділився від агрегатного відсіку.
О 191:49:11 польотного часу відсік екіпажу увійшов в атмосферу. У цей час радіосигнал пропав на 3 хвилини 12 секунд.
Приводнення відсіку екіпажу відбулося о 192:03:25 польотного часу за 6,3 км від авіаносця «Прінстон».
Спуск відсіку екіпажу на парашутах спостерігали з корабля й транслювали по телебаченню. Приводнення відбулося через 40 хвилин після світанку, за 23 хвилини до сходу Сонця.
Астронавти відкрили люк, їх підняли на борт вертольота й доставили на авіаносець через 49 хвилин після приводнення. Відсік екіпажу також підняли на борт авіаносця.
На кораблі астронавти найперше прийняли душ (вони досить сильно страждали від свербіння, викликаного скловатою, що розповсюдилася відсіком екіпажу внаслідок порушень при стикувальних операціях).
Менш ніж за добу астронавти були в Х'юстоні, де почали звітувати про політ і виконані випробувальні й дослідні роботи.

## Результати польоту
Керівництво НАСА визнало політ успішним. Астронавти виконали головні задачі польоту. Зокрема, виконані маневри на селеноцентричній орбіті і огляд місця посадки на поверхню Місяця наступної експедиції.
Основні досягнення:
- одержання інформації, необхідної для посадки на Місяць;
- набуття досвіду астронавтами в управлінні кораблем на селеноцентричній орбіті;
- вперше виконано сеанс кольорового телебачення з борту космічного корабля;
- досягнуто великих успіхів у життєзабезпеченні космонавтів під час польоту, що віддзеркалилося у їх доброму самопочутті під час польоту.

## Розташування обладнання
Смітсонівський інститут відповідав за командний модуль Чарлі Браун з 1970 року. Космічний корабель демонструвався в кількох країнах, поки його не передали в оренду Лондонському науковому музею в 1978 році. КМ Чарлі Брауна була відкинута перед входом у Землю та згоріла в атмосфері, її залишки розсипалися в Тихому океані.
Після транс-місячної ін'єкції 3-й ступінь S-IVB Сатурна V перевищив швидкість відходу від Землі й перетворився на космічне сміття. Станом на 2020 рік він залишався на геліоцентричній орбіті.
Ступінь підйому місячного модуля Snoopy було виведено на геліоцентричну орбіту. Після 1969 року орбіта Снупі не відстежувалася, і його перебування було невідоме. 2011 року група астрономів-аматорів із Великої Британії розпочала проект із його пошуку. У червні 2019 року Королівське астрономічне товариство оголосило про можливе виявлення Снупі, відзначивши, що невеликий навколоземний астероїд 2018 AV2, імовірно (із впевненістю 98 %), є космічним кораблем. Це єдиний космічний корабель, на якому колись був екіпаж, і який, як відомо, все ще перебуває у відкритому космосі.
Спусковий модуль Снупі залишили на місячній орбіті, його місцеперебування невідоме, хоча ймовірно, він зрештою врізався в Місяць у результаті зміни орбіти. Філ Сток, вчений-планетолог, який досліджував місця падіння на Місяці різних модулів від апаратів місячної програми, написав, що спусковий модуль «зазнав аварії в невідомому місці», а в «Атласі досліджень космосу» сказано, що спусковий модуль «урешті-решт врізався в поверхню Місяця за кілька градусів від екватора на ближній стороні». Річард Орлофф і Девід М. Харланд у своїй книзі джерел про Аполлон заявили, що «спусковий модуль залишили на низькій орбіті, але вплив масконів призводив до її деградації, в результаті чого модуль упав на поверхню Місяця».

## Фотогалерея

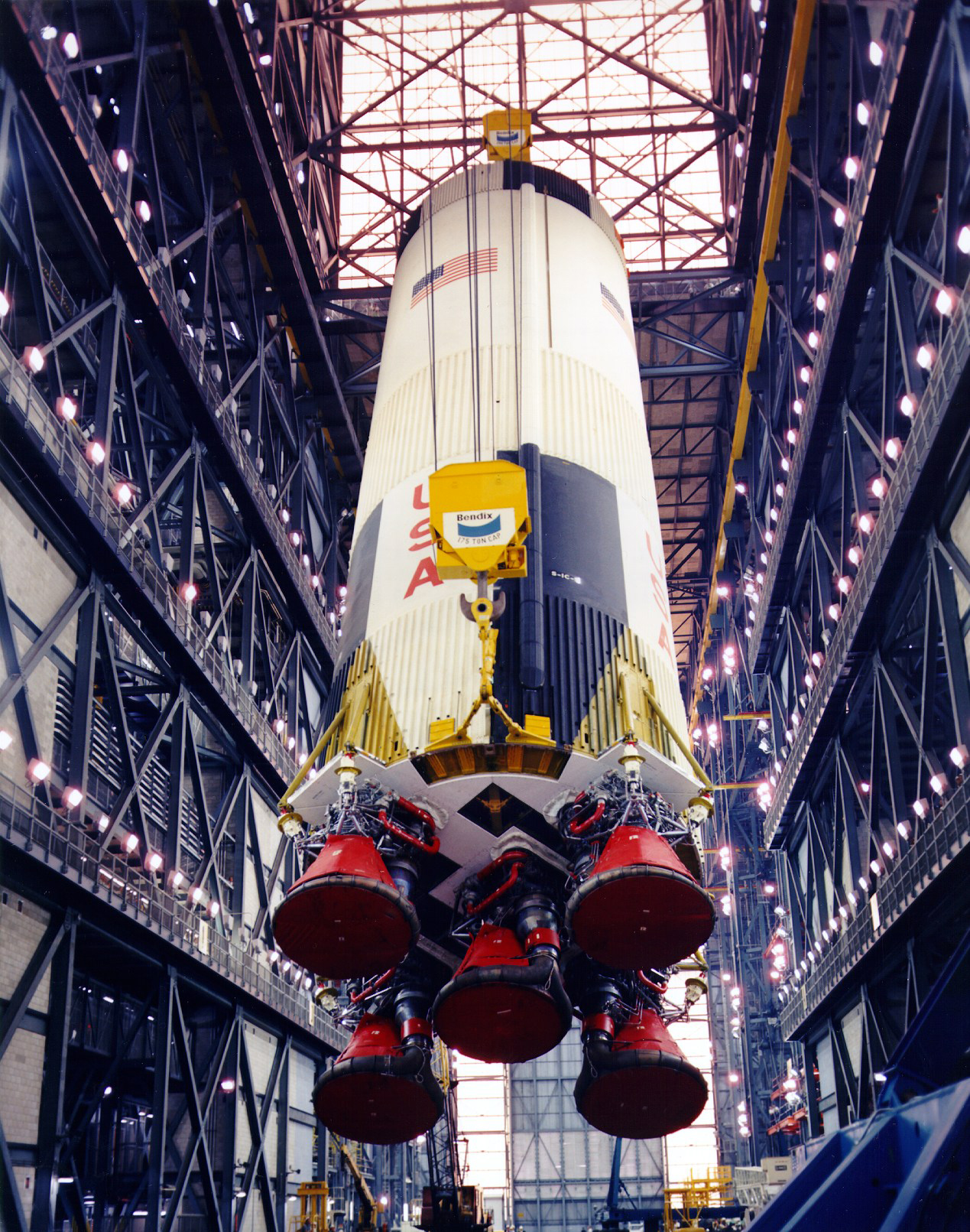
Перший ступінь S-IC ракети-носія Сатурн V.
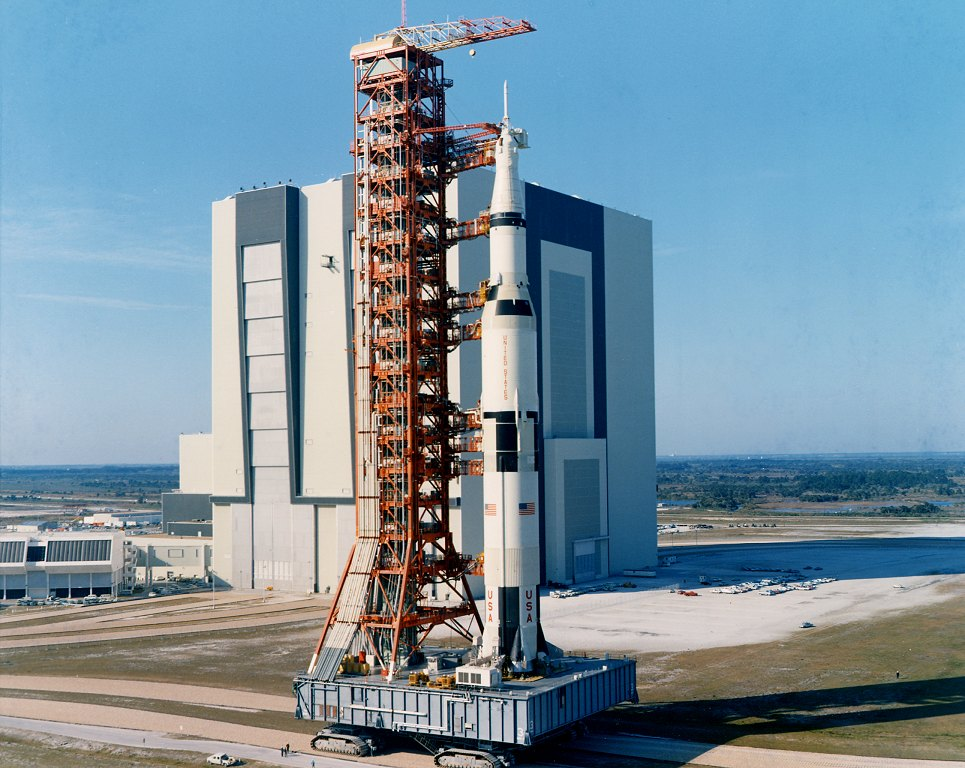
«Аполлон-10» викочують на пусковий майданчик 11 березня 1969.
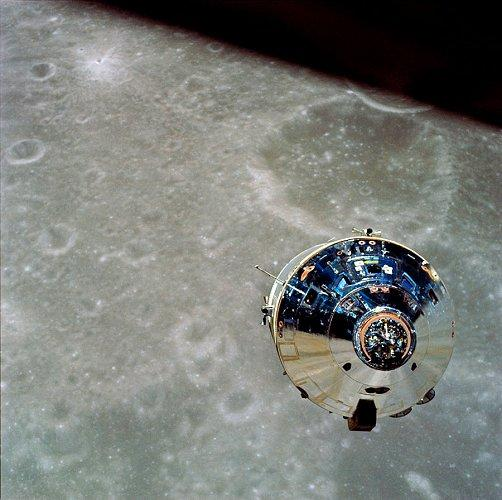
Командно-сервісний модуль «Чарлі Браун».
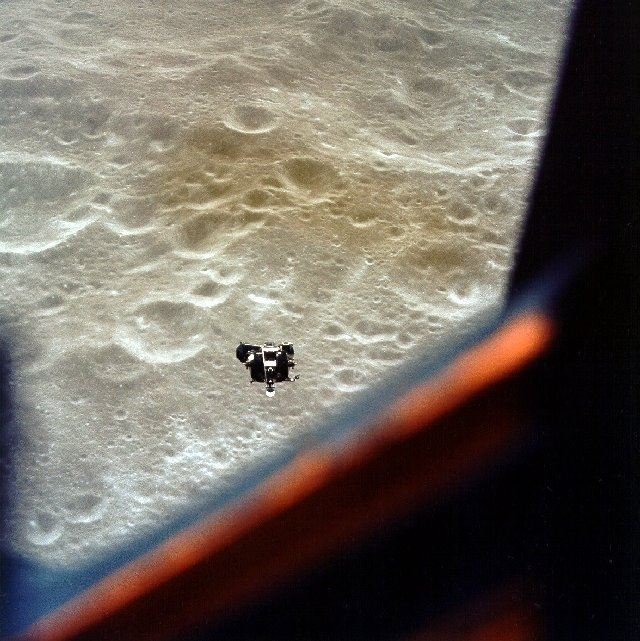
Місячний модуль «Аполлона-10».
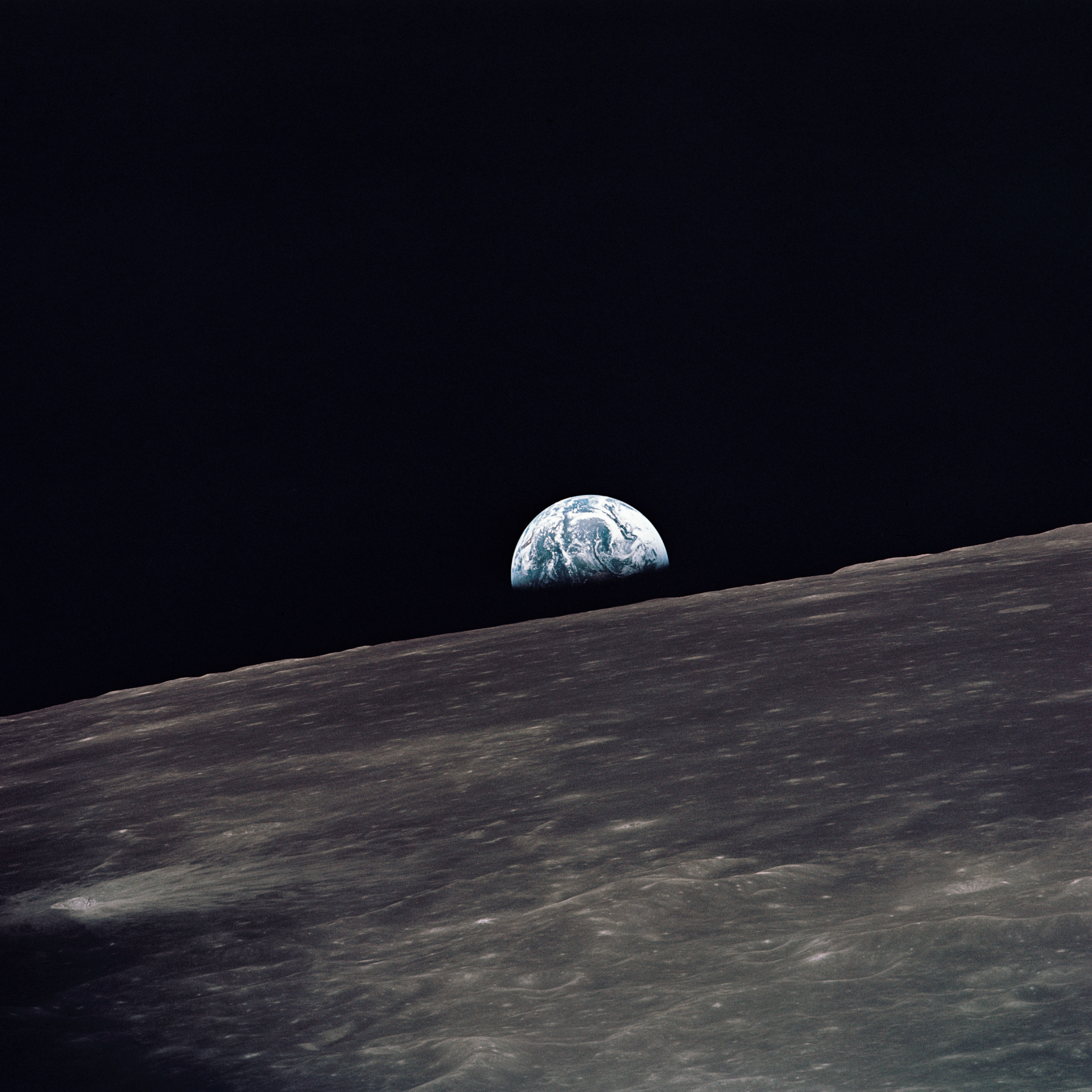
Земля сходить над Місяцем. Фото зняте з «Аполлона-10».
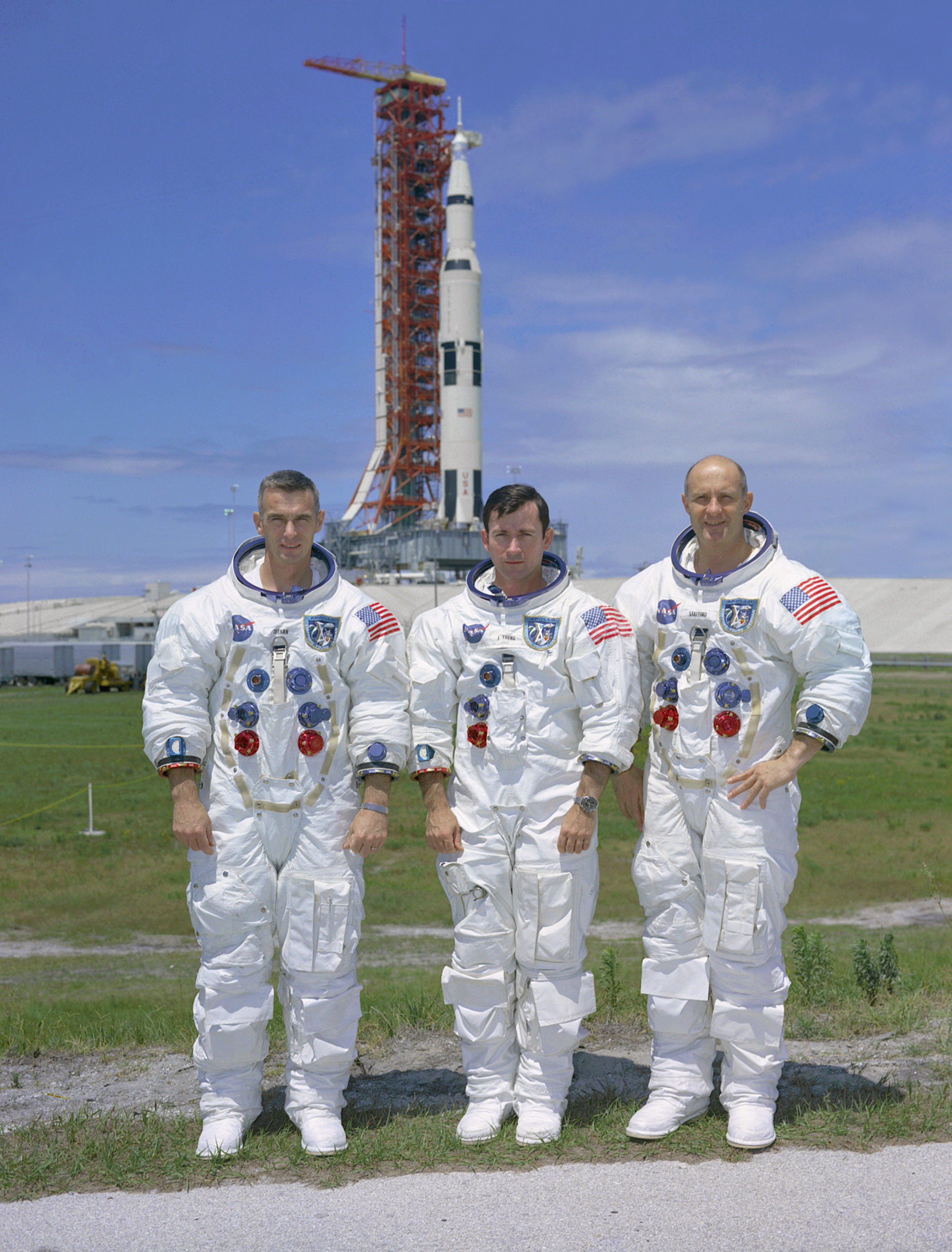
Екіпаж позує на фоні ракетоносія: Сернан, Янг, Стаффорд.
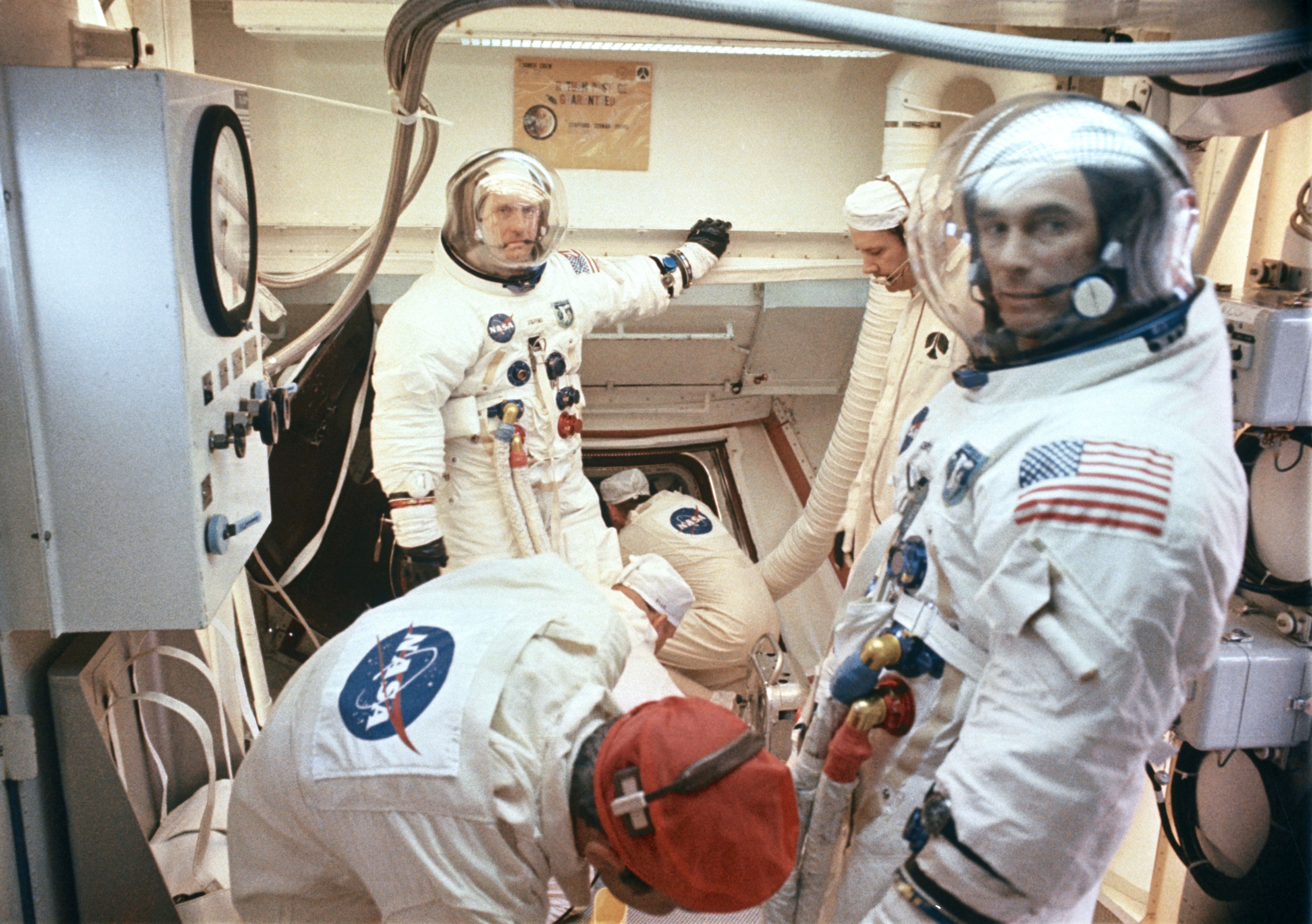
Екіпаж займає свої місця у командному модулі перед запуском.
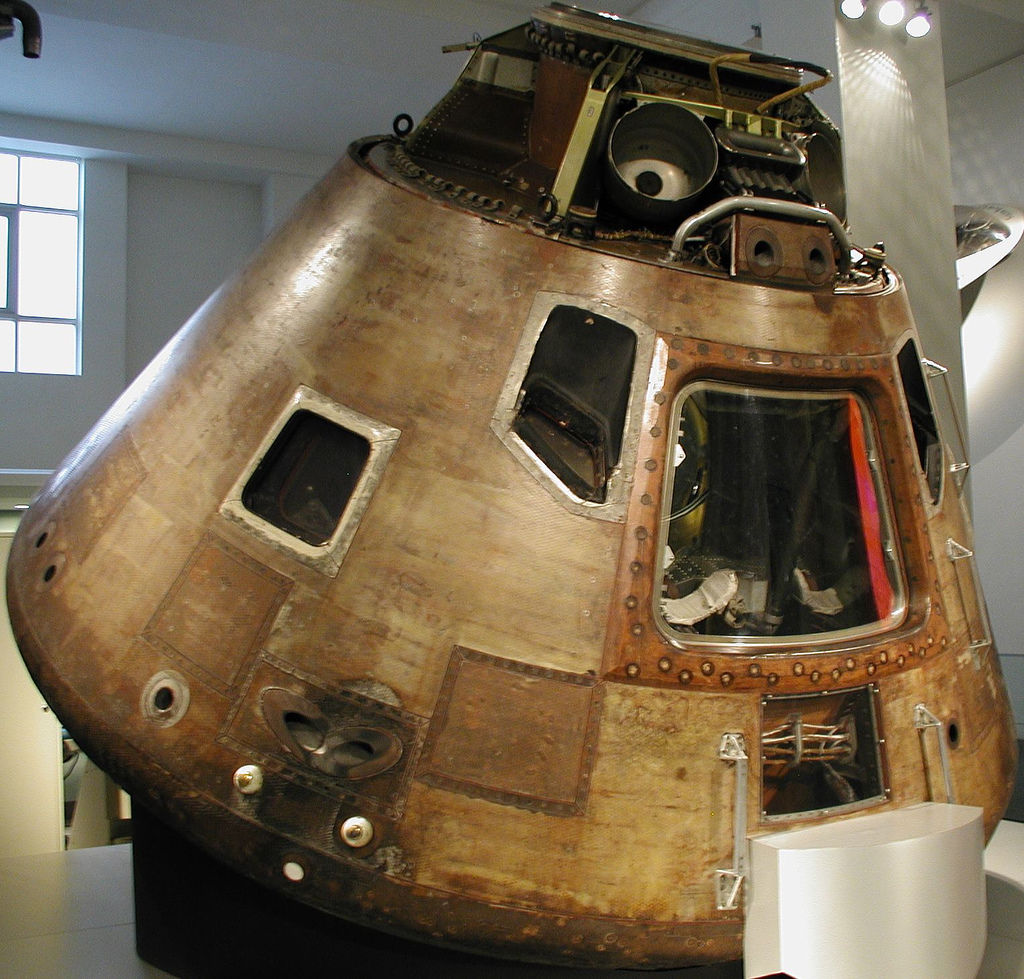
Командний модуль. Фото грудня 2007.
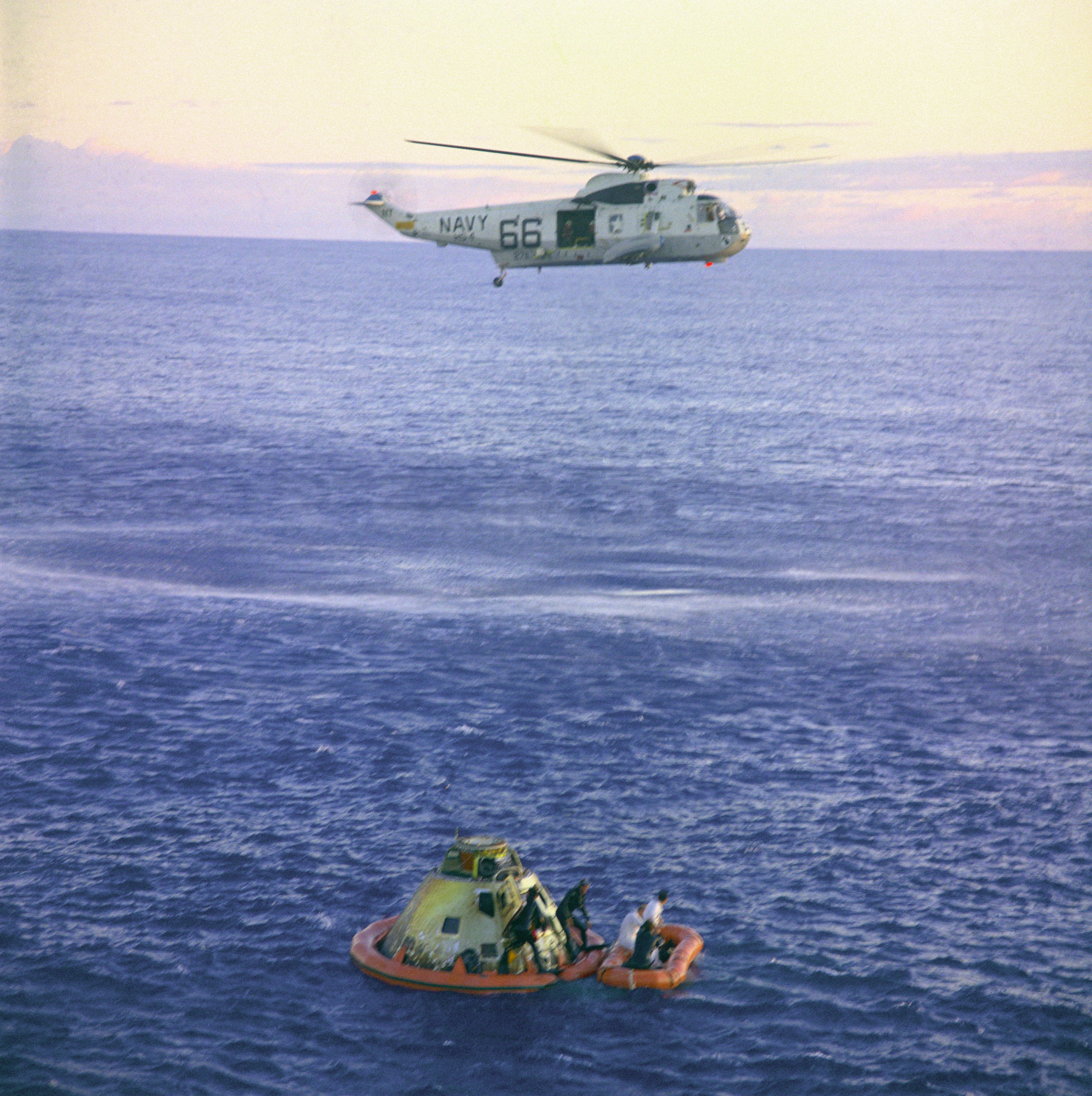
Гелікоптер SH-3D ескадрону HS-4 авіаносця «Прінстон» приймає екіпаж «Аполлона-10».

## Джерело
- Программа «Аполлон». Часть II. Обзор по материалам открытой иностранной печати. Составитель: Гольдовский Д. Ю. ГОНТИ—1. Июль 1971. Тираж 650 экз. Экз. № 0016.